# Sussurro
Die Sussurro ist eine 1998 erbaute Motoryacht, die sich im Privatbesitz des russischen Milliardärs Roman Abramowitsch befindet.
Die Sussurro ist 49,5 Meter lang. Rumpf und Decksaufbau sind aus Aluminium. Die Yacht ist für hohe Geschwindigkeit ausgelegt. 15.000 PS (11.032 kW) kombinierte Antriebsleistung, erzeugt von zwei Dieselmotoren und zwei Gasturbinen (Lycoming TF-40) für den zusätzlichen steuerbaren Wasserstrahlantrieb, erlauben Fahrten mit bis zu 46 Knoten (85 km/h). Mit ihren 46.000 Litern Tankinhalt kann sie bei 15 Knoten Geschwindigkeit eine Strecke von 700 Seemeilen zurücklegen.
Die Yacht wurde in der niederländischen Werft Feadship gebaut und 1998 fertiggestellt. Der damalige Projektname war 656. Das äußere Design stammt von De Voogt & Don Shead, für das Design der Innenausstattung sorgte Terence Disdale.
Der erste Besitzer war der saudische Geschäftsmann Abdulmohsen Abdulmalik Al-Scheich, ein passionierter Taucher, der im Jahr 2003 die Umweltschutzorganisation Save our Seas Foundation (sinngemäß „Stiftung Rettet unsere Meere“) gründete. Er verkaufte die Sussurro an Roman Abramowitsch. Im Januar 2020 wurde die Yacht mit neuem Anstrich zum Verkauf angeboten. Nachdem sich kein Käufer gefunden hatte, wurde der Verkaufspreis im November 2020 um 4 Millionen Euro reduziert und betrug nun 18 Millionen Euro.